# 圣安托万 (热尔省)
圣安托万（法語：Saint-Antoine，法語發音：[sɛ̃.t‿ɑ̃twan]）是法国热尔省的一个市镇，属于孔东区。

## 地理
圣安托万（44°2'11"N, 0°50'25"E）面积9.8 平方千米，位于法国奧克西塔尼大區热尔省，该省份为法国西南部内陆省份，北起顺时针与洛特-加龙省、塔恩-加龙省、上加龙省、上比利牛斯省、大西洋比利牛斯省和朗德省接壤。
与圣安托万接壤的市镇（或旧市镇、城区）包括：欧维拉尔、巴尔迪格、芒松维尔、圣西里斯、锡斯泰勒、弗拉马朗。

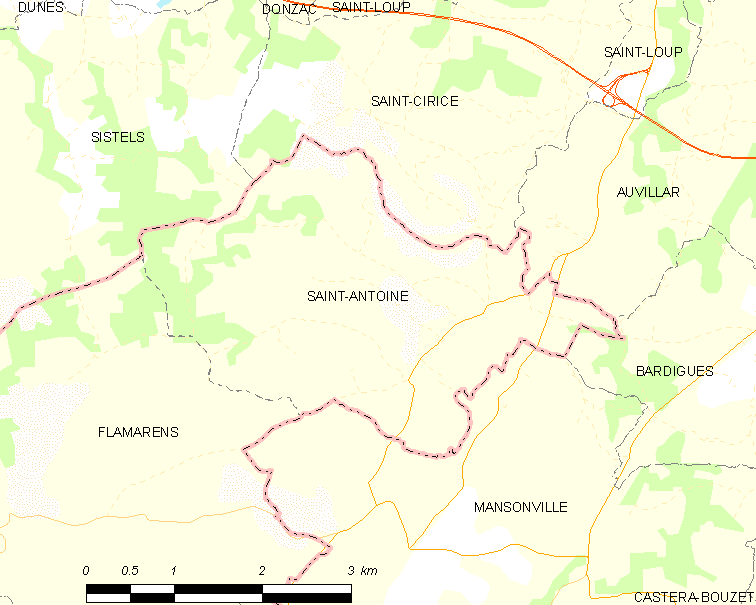
的OSM定位图

圣安托万的时区为UTC+01:00、UTC+02:00（夏令时）。

## 行政
圣安托万的邮政编码为32340，INSEE市镇编码为32358。

## 政治
圣安托万所属的省级选区为莱克图尔-洛马涅县。

## 人口

1962-2008年间人口变化图示

圣安托万于2022年1月1日时的人口数量为192人。